# Гардинг, Флоренс
Флоренс Клинг Гардинг (англ. Florence Harding, 15 августа 1860 — 21 ноября 1924) — американский общественный деятель. Супруга 29-го президента США Уоррена Гардинга, первая леди США с 1921 по 1923 год.

## Биография

### До замужества
Флоренс Клинг родилась в 1860 году в Марионе (штат Огайо) в семье банкира. В возрасте 19 лет она сбежала из дома и тайно обвенчалась со своим соседом, Генри де Вильфе, и вскоре родила ему сына. Этот брак не сложился: спустя два года совместной жизни Генри ушел из семьи и больше никогда не давал о себе знать. Флоренс вернулась в Марион, где стала давать частные уроки музыки.
В 1890 году Флоренс познакомилась с владельцем провинциальной газеты Уорреном Гардингом и уже 8 июля 1891 года вышла за него замуж. Гардинг был моложе жены на 5 лет. Её отец — самый богатый человек в городе — был против этого брака, и после бракосочетания, на котором он также не присутствовал, долго не поддерживал с дочерью и её супругом никаких связей.

### В замужестве
В 1898 году Гардинг был избран сенатором штата Огайо, а в 1914 — сенатором в федеральном парламенте, после чего семья переселилась в Вашингтон. Во время предвыборной кампании 1921 года супруга Гардинга принимала в ней активное участие. Во многом благодаря Флоренс Гардинг, которая была суфражисткой, выборы президента США в 1921 году стали первыми, в которых приняли участие женщины.
Согласно воспоминаниям современников, первая леди США была женщиной приветливой и невысокомерной. Она занималась благотворительностью, отстаивала равноправие полов, оказывала помощь ветеранам Первой мировой войны. После смерти супруга в 1923 году она покинула Вашингтон и вновь вернулась в Марион, посвятив остаток жизни борьбе за доброе имя Гардинга, критикуемого прессой. Флоренс Гардинг умерла 21 ноября 1924 года.